# Menhirs des Crouttes
Les menhirs des Crouttes (Croûtes) sont un groupe de trois menhirs situé à Échauffour, dans le département français de l'Orne.

## Historique
L'ensemble fait l’objet d’un classement au titre des monuments historiques depuis le 15 mai 1927.

## Description
Les trois menhirs sont distants d'environ 30 m. Ils sont en grès. Le plus grand mesure 3,75 m de hauteur, le second 3,10 m et le troisième renversé 3,20 m de long.